# Strandrågssläktet
Strandrågssläktet (Leymus) är ett släkte av gräs. Strandrågssläktet ingår i familjen gräs.

## Bildgalleri

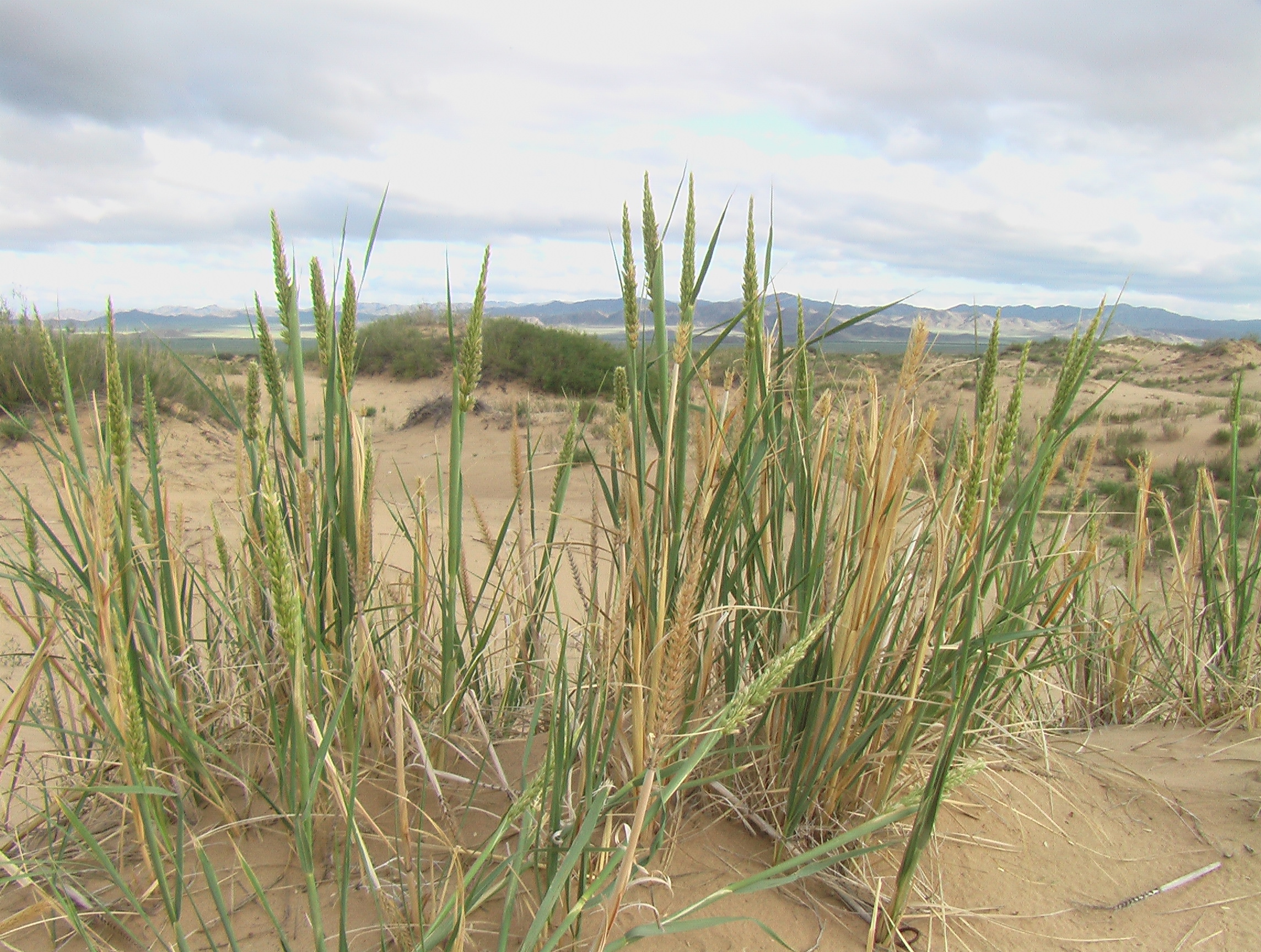

## Dottertaxa till Strandrågssläktet, i alfabetisk ordning[1]
- Leymus aemulans
- Leymus ajanensis
- Leymus akmolinensis
- Leymus alaicus
- Leymus altus
- Leymus ambiguus
- Leymus angustus
- Leymus arenarius
- Leymus aristiglumis
- Leymus buriaticus
- Leymus cappadocicus
- Leymus chinensis
- Leymus cinereus
- Leymus condensatus
- Leymus crassiusculus
- Leymus divaricatus
- Leymus erianthus
- Leymus fedtschenkoi
- Leymus flavescens
- Leymus flexilis
- Leymus flexus
- Leymus innovatus
- Leymus jenisseiensis
- Leymus karelinii
- Leymus kopetdaghensis
- Leymus lanatus
- Leymus latiglumis
- Leymus mollis
- Leymus multicaulis
- Leymus multiflorus
- Leymus nikitinii
- Leymus obvipodus
- Leymus ordensis
- Leymus paboanus
- Leymus pacificus
- Leymus pendulus
- Leymus pishanicus
- Leymus pseudoracemosus
- Leymus pubinodis
- Leymus racemosus
- Leymus ramosoides
- Leymus ramosus
- Leymus ruoqiangensis
- Leymus salinus
- Leymus secalinus
- Leymus shanxiensis
- Leymus sphacelatus
- Leymus tianschanicus
- Leymus triticoides
- Leymus tuvinicus
- Leymus vancouverensis
- Leymus villosissimus
- Leymus yiunensis
- Leymus yiwuensis